# 黄孝河
黄孝河曾是湖北省武汉市汉口江岸区后湖地区的一条人工河，从起水楼起到岱山闸止，因和黄陂、孝感之间的船运而得名。

## 黄孝河箱涵
黄孝河位于低洼地带，长期作为污水排放处。因解放后两岸逐渐城市化造成污水排放量增加，以至于一遇暴雨则泛滥成灾。1979年武汉市开始计划治理，1983年成立治理黄孝河工程指挥部。
原河道通过综合治理后，减轻了解放大道以北地区渍水，新建成青年路、建设大道、黄孝河路（也有黄孝南路、黄孝北路），目前是武汉市的金融街（即建设大道）。使新发展的市区与江汉二桥（知音桥）、汉西车站、江岸区的公交线路串通，构成汉口地区循环公交网络，改善了城市交通。汉口郊区蔬菜基地、水产基地也免受或减轻了溃水之害。